# Sick Boy (album The Chainsmokers)
Sick Boy è il secondo album in studio del gruppo musicale statunitense The Chainsmokers, pubblicato il 14 dicembre 2018 dalla Columbia Records.

## Storia
L'album Sick Boy è stato pubblicato sotto una particolare strategia di marketing, utilizzando la cosiddetta tecnica del "effetto cascata". A partire da gennaio 2018, più o meno ogni mese, il duo ha pubblicato un nuovo singolo, che a sua volta veniva incluso con gli altri singoli già pubblicati in precedenza (a partire da gennaio). Con quest'idea è stato concepito l'EP (in seguito è diventato un album) che include tutti i singoli rilasciati nel corso dell'anno 2018. Questo ciclo a cascata è terminato nel mese di dicembre, nel quale è stato pubblicato "Hope", l'ultimo singolo che ha concluso l'album Sick Boy, pubblicato definitivamente il 14 dicembre.
L'album presenta 10 tracce e diverse collaborazioni con vari artisti internazionali.

## Tracce
1. This Feeling (feat. Kelsea Ballerini) – 3:18
2. Beach House – 3:26
3. Hope (feat. Winona Oak) – 3:00
4. Somebody (feat. Drew Love) – 3:42
5. Side Effects (feat. Emily Warren) – 2:53
6. Sick Boy – 3:13
7. Everybody Hates Me – 3:43
8. Siren (feat. Aazar) – 2:54
9. You Owe Me – 3:10
10. Save Yourself (feat. NGHTMRE) – 3:30